# Rio Acmariu
O Rio Acmariu é um rio da Romênia afluente do rio Mureş, localizado no distrito de Alba.